# Burgstall Schwedenschanze (Cham)
Der Burgstall Schwedenschanze, bei der es sich vermutlich um die Reichsburg Cham handelt, ist eine abgegangene Höhenburg (Wallburg) auf dem 415 Meter hohen Galgenberg 35 Meter über dem Zusammenfluss von Chamb und Regen in der Gemarkung Altenstadt der Stadt Cham im oberpfälzischen Landkreis Cham in Bayern. Die Anlage wird als Bodendenkmal unter der Aktennummer D-3-6742-0060 als „früh- und hochmittelalterliche Wüstung der Reichsburg Cham mit zugehöriger Wallanlage“ geführt. 

## Geschichte
Die älteste Burganlage im Landkreis Cham wurde vermutlich Ende des 8. Jahrhunderts erbaut. Die Burg Cham wurde erstmals 976 mit dem Rückzug von Kaiser Otto II. „ad civitatem suam, quae Camma dicitur“ erwähnt. Um 1000 gehörte sie den Markgrafen von Schweinfurt. Im Jahr 1040 war das „castrum Kamb“ Sammelpunkt des Heeres Heinrichs III. gegen den böhmischen Herzog. Die Burg wurde bis 1204 Mittelpunkt der Markgrafschaft Cham und war mit Burgmannen der Diepoldinger Markgrafen besetzt. Danach ging die Markgrafschaft und Burg an Herzog Ludwig I. über und die Burg wurde danach aufgegeben. Teile des Burgareals wurden noch bis ins 15. Jahrhundert genutzt.

## Beschreibung
Der 180 mal 300 Meter große und tropfenförmige, nach Südwesten spitz auslaufende, Burgstall zeigt heute noch Reste eines Sohlgrabens, ein 50 Meter langes, 18 Meter breites und 7,5 Meter hohes Teilstück des Burgwalls sowie einen freigelegten Steinkeller. Der Burg angegliedert war eine Außensiedlung mit Handwerksbetrieben, Kirche und wohl ein Hafen. 